# Monocentrus gracilicornis
Monocentrus gracilicornis är en insektsart som beskrevs av Capener 1972. Monocentrus gracilicornis ingår i släktet Monocentrus och familjen hornstritar. Inga underarter finns listade i Catalogue of Life.